# La Línea de la Concepción
La Línea de la Concepción je město ve španělském autonomním společenství Andalusie. Leží v provincii Cádiz na šíji spojující pevninu s Gibraltarem, s kterým je ekonomicky i kulturně provázáno. Na jihozápadě je ohraničeno plážemi Gibraltarské zátoky, na jihovýchodě plážemi Alboránského moře a jinak svou severní částí hraničí s městem San Rogue, jehož bylo až do roku 1870 součástí.
Má rozlohu bezmála dvacet kilometrů čtverečních a žije zde přibližně 64 tisíc obyvatel.

## Dějiny
Když v rámci Války o španělské dědictví dobyla v roce 1704 společná výprava Anglie a Holandska (vracející se z neúspěšného dobývání Barcelony do Lisabonu) Gibraltar, odešlo původní španělské obyvatelstvo do nedalekého města San Roque, původně s nadějí, že se budou moci brzy vrátit zpět. Utrechtský mír v roce 1713 ovšem potvrdil, že vládu nad Gibraltarem mají nadále uplatňovat Angličané. Španělé se s takovým vývojem nechtěli smířit a král Filip V. nechal pevnost v roce 1727 oblehnout v rámci marné snahy o její dobytí. Když se dobytí nezdařilo, rozhodl se zde vybudovat trvalé hraniční opevnění, které by oddělilo Gibraltar od pevniny. Výstavba probíhala v letech 1731 až 1735 a právě nedaleká obydlí rodin pracovníků a dodavatelů představovala první zárodek budoucího města. Samotné opevnění přitom rozbořili 14. února 1810 Britové, kteří v rámci Španělské války o nezávislost stáli na straně Španělů proti Napoleonovi Bonapartemu a báli se, že opevnění využije blížící se francouzské vojsko.
I po rozboření opevnění ovšem město dále prosperovalo jakožto hraniční sídlo v závislosti na Gibraltaru, který zásobovalo potravinami a naopak nabízelo jeho obyvatelům různé služby. Dlouho bylo přímou součástí města San Rogue, ale obyvatelé se časem začali dožadovat správní samostatnosti a tak se 17. ledna 1870 stalo samostatným správním celkem. Ve stejném roce 20. července zvolili zástupci občanů prvního starostu a první zasedání obecní rady jednomyslně schválilo název La Línea de la Concepción.
V roce 1913 král Alfons XIII. povýšil obec na město.
I v průběhu 20. století zůstávalo město těsně provázané s nedalekým Gibraltarem a když Francisco Franco 8. června 1969 jako odpověď na novou gibraltarskou ústavu nařídil uzavřít hranici, tisíce místních lidí tím přišly o práci.

## Památky

### Pevnosti
Klíčovou součástí opevnění budovaného v třicátých letech 18. století a zničeného na počátku 19. století byly dvě velké pevnosti, Santa Bárbara na východním konci a San Felipe na západním konci. Zatímco z pevnosti San Felipe mnoho nezbylo, rozvaliny pevnosti Santa Bárbara je možné si prohlédnout.

### Muzeum gibraltarské šíje
El Museo del Istmo se nachází v nejstarší zachovalé budově města: bývalém vojenském velitelství, jehož nejstarší části byly postaveny v letech 1863–1865.

### Býčí aréna
Stadion pro býčí zápasy pro 6000 diváků byl postavený v letech 1880–1883 a je dobrou ukázkou místní dobové architektury.

### Socha Camaróno de la Isla
Socha zpěváka Camaróno de la Isla, který zde strávil část svého života, se nachází v západní části města. Vytvořil ji Nacho Falgueras.